# Гемеджа-2 тема
Те́ма Ге́меджа-2 — тема в шаховій композиції. Суть теми — чорна фігура, що зв'язана білим ферзем, ідучи по лінії зв'язки, ховається за іншу фігуру. В результаті ця чорна фігура стає недосяжною (перекритою) для певної стратегічної лінії і білий ферзь після цього прямо розв'язує цю тематичну чорну фігуру і оголошує мат з використанням цього перекриття.

## Історія
Цю ідею запропонував на початку ХХ століття американський шаховий композитор Фредерік Гемедж (21.11.1882 — 24.12.1956). Зміст теми подібний до змісту теми Гемеджа-1.
Після вступного ходу білих виникає загроза. Чорна лінійна фігура, яка зв'язана білим ферзем, захищаючись від загрози, рухається по лінії зв'язки, і зупинившись на певному полі, опиняється схованою за другою фігурою і не може контролювати певну стратегічну лінію. Проходить пасивне перекриття. Білий ферзь використовує це перекриття, прямо розв'язує тематичну фігуру і оголошує мат по лінії, виключеній від чорної фігури. Оскільки лінія перекрита, чорна розв'язана фігура не може перешкодити оголошенню мату.
Оскільки є ще одна тема цього проблеміста, ця ідея дістала назву — тема Гемеджа-2.

## Синтез з іншими темами
Для вираження теми є механізми в яких використовується пасивне і активне перекриття чорної тематичної фігури, в результаті в задачі, буде виражено теми Гемеджа-1 і Гемеджа-2.
|   | a | b | c | d | e | f | g | h |   |
| 8 | b8 біла тура · a6 білий король · f6 чорний пішак · c5 чорний пішак · a4 чорний король · d4 чорна тура · g4 білий ферзь · h4 чорна тура · a3 білий пішак · c1 білий слон · e1 чорний кінь · f1 білий слон | b8 біла тура · a6 білий король · f6 чорний пішак · c5 чорний пішак · a4 чорний король · d4 чорна тура · g4 білий ферзь · h4 чорна тура · a3 білий пішак · c1 білий слон · e1 чорний кінь · f1 білий слон | b8 біла тура · a6 білий король · f6 чорний пішак · c5 чорний пішак · a4 чорний король · d4 чорна тура · g4 білий ферзь · h4 чорна тура · a3 білий пішак · c1 білий слон · e1 чорний кінь · f1 білий слон | b8 біла тура · a6 білий король · f6 чорний пішак · c5 чорний пішак · a4 чорний король · d4 чорна тура · g4 білий ферзь · h4 чорна тура · a3 білий пішак · c1 білий слон · e1 чорний кінь · f1 білий слон | b8 біла тура · a6 білий король · f6 чорний пішак · c5 чорний пішак · a4 чорний король · d4 чорна тура · g4 білий ферзь · h4 чорна тура · a3 білий пішак · c1 білий слон · e1 чорний кінь · f1 білий слон | b8 біла тура · a6 білий король · f6 чорний пішак · c5 чорний пішак · a4 чорний король · d4 чорна тура · g4 білий ферзь · h4 чорна тура · a3 білий пішак · c1 білий слон · e1 чорний кінь · f1 білий слон | b8 біла тура · a6 білий король · f6 чорний пішак · c5 чорний пішак · a4 чорний король · d4 чорна тура · g4 білий ферзь · h4 чорна тура · a3 білий пішак · c1 білий слон · e1 чорний кінь · f1 білий слон | b8 біла тура · a6 білий король · f6 чорний пішак · c5 чорний пішак · a4 чорний король · d4 чорна тура · g4 білий ферзь · h4 чорна тура · a3 білий пішак · c1 білий слон · e1 чорний кінь · f1 білий слон | 8 |
| 7 | b8 біла тура · a6 білий король · f6 чорний пішак · c5 чорний пішак · a4 чорний король · d4 чорна тура · g4 білий ферзь · h4 чорна тура · a3 білий пішак · c1 білий слон · e1 чорний кінь · f1 білий слон | b8 біла тура · a6 білий король · f6 чорний пішак · c5 чорний пішак · a4 чорний король · d4 чорна тура · g4 білий ферзь · h4 чорна тура · a3 білий пішак · c1 білий слон · e1 чорний кінь · f1 білий слон | b8 біла тура · a6 білий король · f6 чорний пішак · c5 чорний пішак · a4 чорний король · d4 чорна тура · g4 білий ферзь · h4 чорна тура · a3 білий пішак · c1 білий слон · e1 чорний кінь · f1 білий слон | b8 біла тура · a6 білий король · f6 чорний пішак · c5 чорний пішак · a4 чорний король · d4 чорна тура · g4 білий ферзь · h4 чорна тура · a3 білий пішак · c1 білий слон · e1 чорний кінь · f1 білий слон | b8 біла тура · a6 білий король · f6 чорний пішак · c5 чорний пішак · a4 чорний король · d4 чорна тура · g4 білий ферзь · h4 чорна тура · a3 білий пішак · c1 білий слон · e1 чорний кінь · f1 білий слон | b8 біла тура · a6 білий король · f6 чорний пішак · c5 чорний пішак · a4 чорний король · d4 чорна тура · g4 білий ферзь · h4 чорна тура · a3 білий пішак · c1 білий слон · e1 чорний кінь · f1 білий слон | b8 біла тура · a6 білий король · f6 чорний пішак · c5 чорний пішак · a4 чорний король · d4 чорна тура · g4 білий ферзь · h4 чорна тура · a3 білий пішак · c1 білий слон · e1 чорний кінь · f1 білий слон | b8 біла тура · a6 білий король · f6 чорний пішак · c5 чорний пішак · a4 чорний король · d4 чорна тура · g4 білий ферзь · h4 чорна тура · a3 білий пішак · c1 білий слон · e1 чорний кінь · f1 білий слон | 7 |
| 6 | b8 біла тура · a6 білий король · f6 чорний пішак · c5 чорний пішак · a4 чорний король · d4 чорна тура · g4 білий ферзь · h4 чорна тура · a3 білий пішак · c1 білий слон · e1 чорний кінь · f1 білий слон | b8 біла тура · a6 білий король · f6 чорний пішак · c5 чорний пішак · a4 чорний король · d4 чорна тура · g4 білий ферзь · h4 чорна тура · a3 білий пішак · c1 білий слон · e1 чорний кінь · f1 білий слон | b8 біла тура · a6 білий король · f6 чорний пішак · c5 чорний пішак · a4 чорний король · d4 чорна тура · g4 білий ферзь · h4 чорна тура · a3 білий пішак · c1 білий слон · e1 чорний кінь · f1 білий слон | b8 біла тура · a6 білий король · f6 чорний пішак · c5 чорний пішак · a4 чорний король · d4 чорна тура · g4 білий ферзь · h4 чорна тура · a3 білий пішак · c1 білий слон · e1 чорний кінь · f1 білий слон | b8 біла тура · a6 білий король · f6 чорний пішак · c5 чорний пішак · a4 чорний король · d4 чорна тура · g4 білий ферзь · h4 чорна тура · a3 білий пішак · c1 білий слон · e1 чорний кінь · f1 білий слон | b8 біла тура · a6 білий король · f6 чорний пішак · c5 чорний пішак · a4 чорний король · d4 чорна тура · g4 білий ферзь · h4 чорна тура · a3 білий пішак · c1 білий слон · e1 чорний кінь · f1 білий слон | b8 біла тура · a6 білий король · f6 чорний пішак · c5 чорний пішак · a4 чорний король · d4 чорна тура · g4 білий ферзь · h4 чорна тура · a3 білий пішак · c1 білий слон · e1 чорний кінь · f1 білий слон | b8 біла тура · a6 білий король · f6 чорний пішак · c5 чорний пішак · a4 чорний король · d4 чорна тура · g4 білий ферзь · h4 чорна тура · a3 білий пішак · c1 білий слон · e1 чорний кінь · f1 білий слон | 6 |
| 5 | b8 біла тура · a6 білий король · f6 чорний пішак · c5 чорний пішак · a4 чорний король · d4 чорна тура · g4 білий ферзь · h4 чорна тура · a3 білий пішак · c1 білий слон · e1 чорний кінь · f1 білий слон | b8 біла тура · a6 білий король · f6 чорний пішак · c5 чорний пішак · a4 чорний король · d4 чорна тура · g4 білий ферзь · h4 чорна тура · a3 білий пішак · c1 білий слон · e1 чорний кінь · f1 білий слон | b8 біла тура · a6 білий король · f6 чорний пішак · c5 чорний пішак · a4 чорний король · d4 чорна тура · g4 білий ферзь · h4 чорна тура · a3 білий пішак · c1 білий слон · e1 чорний кінь · f1 білий слон | b8 біла тура · a6 білий король · f6 чорний пішак · c5 чорний пішак · a4 чорний король · d4 чорна тура · g4 білий ферзь · h4 чорна тура · a3 білий пішак · c1 білий слон · e1 чорний кінь · f1 білий слон | b8 біла тура · a6 білий король · f6 чорний пішак · c5 чорний пішак · a4 чорний король · d4 чорна тура · g4 білий ферзь · h4 чорна тура · a3 білий пішак · c1 білий слон · e1 чорний кінь · f1 білий слон | b8 біла тура · a6 білий король · f6 чорний пішак · c5 чорний пішак · a4 чорний король · d4 чорна тура · g4 білий ферзь · h4 чорна тура · a3 білий пішак · c1 білий слон · e1 чорний кінь · f1 білий слон | b8 біла тура · a6 білий король · f6 чорний пішак · c5 чорний пішак · a4 чорний король · d4 чорна тура · g4 білий ферзь · h4 чорна тура · a3 білий пішак · c1 білий слон · e1 чорний кінь · f1 білий слон | b8 біла тура · a6 білий король · f6 чорний пішак · c5 чорний пішак · a4 чорний король · d4 чорна тура · g4 білий ферзь · h4 чорна тура · a3 білий пішак · c1 білий слон · e1 чорний кінь · f1 білий слон | 5 |
| 4 | b8 біла тура · a6 білий король · f6 чорний пішак · c5 чорний пішак · a4 чорний король · d4 чорна тура · g4 білий ферзь · h4 чорна тура · a3 білий пішак · c1 білий слон · e1 чорний кінь · f1 білий слон | b8 біла тура · a6 білий король · f6 чорний пішак · c5 чорний пішак · a4 чорний король · d4 чорна тура · g4 білий ферзь · h4 чорна тура · a3 білий пішак · c1 білий слон · e1 чорний кінь · f1 білий слон | b8 біла тура · a6 білий король · f6 чорний пішак · c5 чорний пішак · a4 чорний король · d4 чорна тура · g4 білий ферзь · h4 чорна тура · a3 білий пішак · c1 білий слон · e1 чорний кінь · f1 білий слон | b8 біла тура · a6 білий король · f6 чорний пішак · c5 чорний пішак · a4 чорний король · d4 чорна тура · g4 білий ферзь · h4 чорна тура · a3 білий пішак · c1 білий слон · e1 чорний кінь · f1 білий слон | b8 біла тура · a6 білий король · f6 чорний пішак · c5 чорний пішак · a4 чорний король · d4 чорна тура · g4 білий ферзь · h4 чорна тура · a3 білий пішак · c1 білий слон · e1 чорний кінь · f1 білий слон | b8 біла тура · a6 білий король · f6 чорний пішак · c5 чорний пішак · a4 чорний король · d4 чорна тура · g4 білий ферзь · h4 чорна тура · a3 білий пішак · c1 білий слон · e1 чорний кінь · f1 білий слон | b8 біла тура · a6 білий король · f6 чорний пішак · c5 чорний пішак · a4 чорний король · d4 чорна тура · g4 білий ферзь · h4 чорна тура · a3 білий пішак · c1 білий слон · e1 чорний кінь · f1 білий слон | b8 біла тура · a6 білий король · f6 чорний пішак · c5 чорний пішак · a4 чорний король · d4 чорна тура · g4 білий ферзь · h4 чорна тура · a3 білий пішак · c1 білий слон · e1 чорний кінь · f1 білий слон | 4 |
| 3 | b8 біла тура · a6 білий король · f6 чорний пішак · c5 чорний пішак · a4 чорний король · d4 чорна тура · g4 білий ферзь · h4 чорна тура · a3 білий пішак · c1 білий слон · e1 чорний кінь · f1 білий слон | b8 біла тура · a6 білий король · f6 чорний пішак · c5 чорний пішак · a4 чорний король · d4 чорна тура · g4 білий ферзь · h4 чорна тура · a3 білий пішак · c1 білий слон · e1 чорний кінь · f1 білий слон | b8 біла тура · a6 білий король · f6 чорний пішак · c5 чорний пішак · a4 чорний король · d4 чорна тура · g4 білий ферзь · h4 чорна тура · a3 білий пішак · c1 білий слон · e1 чорний кінь · f1 білий слон | b8 біла тура · a6 білий король · f6 чорний пішак · c5 чорний пішак · a4 чорний король · d4 чорна тура · g4 білий ферзь · h4 чорна тура · a3 білий пішак · c1 білий слон · e1 чорний кінь · f1 білий слон | b8 біла тура · a6 білий король · f6 чорний пішак · c5 чорний пішак · a4 чорний король · d4 чорна тура · g4 білий ферзь · h4 чорна тура · a3 білий пішак · c1 білий слон · e1 чорний кінь · f1 білий слон | b8 біла тура · a6 білий король · f6 чорний пішак · c5 чорний пішак · a4 чорний король · d4 чорна тура · g4 білий ферзь · h4 чорна тура · a3 білий пішак · c1 білий слон · e1 чорний кінь · f1 білий слон | b8 біла тура · a6 білий король · f6 чорний пішак · c5 чорний пішак · a4 чорний король · d4 чорна тура · g4 білий ферзь · h4 чорна тура · a3 білий пішак · c1 білий слон · e1 чорний кінь · f1 білий слон | b8 біла тура · a6 білий король · f6 чорний пішак · c5 чорний пішак · a4 чорний король · d4 чорна тура · g4 білий ферзь · h4 чорна тура · a3 білий пішак · c1 білий слон · e1 чорний кінь · f1 білий слон | 3 |
| 2 | b8 біла тура · a6 білий король · f6 чорний пішак · c5 чорний пішак · a4 чорний король · d4 чорна тура · g4 білий ферзь · h4 чорна тура · a3 білий пішак · c1 білий слон · e1 чорний кінь · f1 білий слон | b8 біла тура · a6 білий король · f6 чорний пішак · c5 чорний пішак · a4 чорний король · d4 чорна тура · g4 білий ферзь · h4 чорна тура · a3 білий пішак · c1 білий слон · e1 чорний кінь · f1 білий слон | b8 біла тура · a6 білий король · f6 чорний пішак · c5 чорний пішак · a4 чорний король · d4 чорна тура · g4 білий ферзь · h4 чорна тура · a3 білий пішак · c1 білий слон · e1 чорний кінь · f1 білий слон | b8 біла тура · a6 білий король · f6 чорний пішак · c5 чорний пішак · a4 чорний король · d4 чорна тура · g4 білий ферзь · h4 чорна тура · a3 білий пішак · c1 білий слон · e1 чорний кінь · f1 білий слон | b8 біла тура · a6 білий король · f6 чорний пішак · c5 чорний пішак · a4 чорний король · d4 чорна тура · g4 білий ферзь · h4 чорна тура · a3 білий пішак · c1 білий слон · e1 чорний кінь · f1 білий слон | b8 біла тура · a6 білий король · f6 чорний пішак · c5 чорний пішак · a4 чорний король · d4 чорна тура · g4 білий ферзь · h4 чорна тура · a3 білий пішак · c1 білий слон · e1 чорний кінь · f1 білий слон | b8 біла тура · a6 білий король · f6 чорний пішак · c5 чорний пішак · a4 чорний король · d4 чорна тура · g4 білий ферзь · h4 чорна тура · a3 білий пішак · c1 білий слон · e1 чорний кінь · f1 білий слон | b8 біла тура · a6 білий король · f6 чорний пішак · c5 чорний пішак · a4 чорний король · d4 чорна тура · g4 білий ферзь · h4 чорна тура · a3 білий пішак · c1 білий слон · e1 чорний кінь · f1 білий слон | 2 |
| 1 | b8 біла тура · a6 білий король · f6 чорний пішак · c5 чорний пішак · a4 чорний король · d4 чорна тура · g4 білий ферзь · h4 чорна тура · a3 білий пішак · c1 білий слон · e1 чорний кінь · f1 білий слон | b8 біла тура · a6 білий король · f6 чорний пішак · c5 чорний пішак · a4 чорний король · d4 чорна тура · g4 білий ферзь · h4 чорна тура · a3 білий пішак · c1 білий слон · e1 чорний кінь · f1 білий слон | b8 біла тура · a6 білий король · f6 чорний пішак · c5 чорний пішак · a4 чорний король · d4 чорна тура · g4 білий ферзь · h4 чорна тура · a3 білий пішак · c1 білий слон · e1 чорний кінь · f1 білий слон | b8 біла тура · a6 білий король · f6 чорний пішак · c5 чорний пішак · a4 чорний король · d4 чорна тура · g4 білий ферзь · h4 чорна тура · a3 білий пішак · c1 білий слон · e1 чорний кінь · f1 білий слон | b8 біла тура · a6 білий король · f6 чорний пішак · c5 чорний пішак · a4 чорний король · d4 чорна тура · g4 білий ферзь · h4 чорна тура · a3 білий пішак · c1 білий слон · e1 чорний кінь · f1 білий слон | b8 біла тура · a6 білий король · f6 чорний пішак · c5 чорний пішак · a4 чорний король · d4 чорна тура · g4 білий ферзь · h4 чорна тура · a3 білий пішак · c1 білий слон · e1 чорний кінь · f1 білий слон | b8 біла тура · a6 білий король · f6 чорний пішак · c5 чорний пішак · a4 чорний король · d4 чорна тура · g4 білий ферзь · h4 чорна тура · a3 білий пішак · c1 білий слон · e1 чорний кінь · f1 білий слон | b8 біла тура · a6 білий король · f6 чорний пішак · c5 чорний пішак · a4 чорний король · d4 чорна тура · g4 білий ферзь · h4 чорна тура · a3 білий пішак · c1 білий слон · e1 чорний кінь · f1 білий слон | 1 |
|   | a | b | c | d | e | f | g | h |   |

FEN: 1R6/8/K4p2/2p5/k2r2Qr/P7/8/2B1nB2
1. Rb1! ~ 2. Bb5#
1. ... Rc4 2. Qd7#
1. ... Sd3 2. Qd1#
- — - — - — -
1. ... c4 2. Rb4#
Після вступного ходу білих виникає загроза мату чорному королю. Чорна тура рухаючись по лінії зв'язки захищає від загрози, але опиняється перекритою чорним пішаком, що й використовується білими для оголошення мату ферзем з поля «d7», в наслідок чого пройшла тема Гемеджа-2.
Якщо захищає від загрози чорний кінь, то він перекриває зв'язану чорну туру і наступним ходом ферзь успішно атакує з поля «d1», недосяжного для чорної тури, хоча вона на момент оголошення мату є розв'язана. В цьому варіанті пройшла тема Гемеджа-1.